# Ремез азійський
Ремез азійський (Remiz coronatus) — вид горобцеподібних птахів родини ремезових (Remizidae).

## Поширення
Вид поширений в лісах Середньої Азії, в Алтайських горах та Саянах. Мешкає у помірних та бореальних лісах. На зимівлю мігрує до Пакистану, на схід Ірану та північний захід Індії.

## Опис
Дрібний птах, завдовжки 10 см.

## Спосіб життя

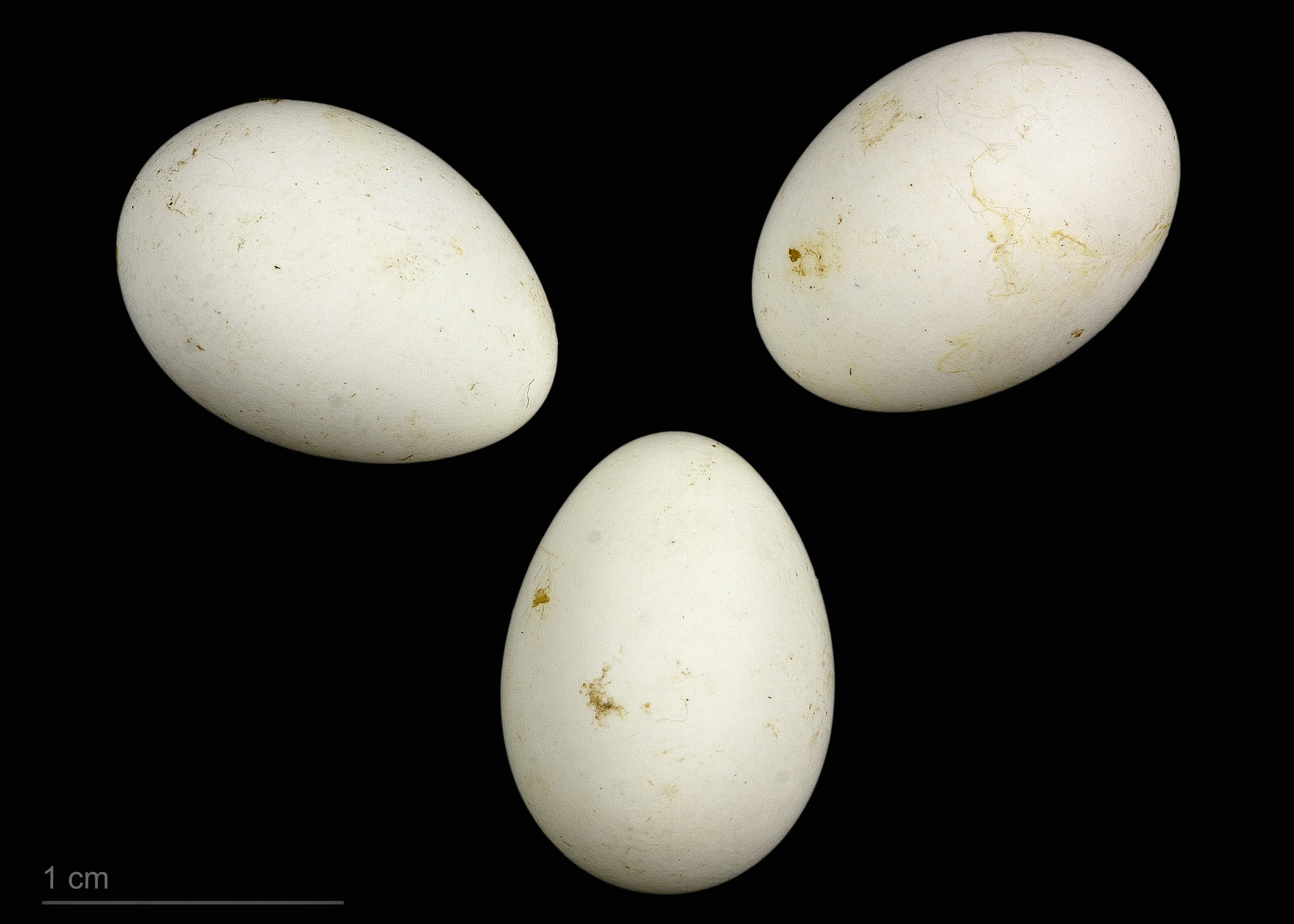
Яйця Remiz coronatus в оологічній колекції, Тулузький музей

Живиться, переважно, комахами, взимку насінням. 
Будує грушеподібне гніздо з шерсті тварин, трави, моху, павутини.